# 2000년 하계 올림픽 펜싱
2000년 하계 올림픽 펜싱(영어: Fencing at the 2000 Summer Olympics)은 2000년 하계 올림픽의 정식 종목으로 진행된 펜싱 경기로 2000년 9월 16일부터 9월 24일까지 그리스 아테네의 '헬레니코 올림픽 단지'의 펜싱 홀에서 진행되었다.
시드니 올림픽 펜싱 경기는 총 10개의 세부 종목이 진행되었다. 남자 세부 종목은 플뢰레, 에페, 사브르의 개인전과 단체전의 총 6종목을 진행하였다. 반면, 여자는 플뢰레와 에페의 개인전과 단체전 4종목만 진행하였다.

## 메달리스트

### 메달 집계
이탈리아는 2000년 하계 올림픽 펜싱부문에서 종합 1위를 차지하였다.
| 순위 | 국가                 | 금메달 | 은메달 | 동메달 | 합계 |
| ---- | -------------------- | ------ | ------ | ------ | ---- |
| 1    | 이탈리아 (ITA)       | 3      | 0      | 2      | 5    |
| 2    | 러시아 (RUS)         | 3      | 0      | 1      | 4    |
| 3    | 프랑스 (FRA)         | 1      | 4      | 1      | 6    |
| 4    | 대한민국 (KOR)       | 1      | 0      | 1      | 2    |
| 5    | 헝가리 (HUN)         | 1      | 0      | 0      | 1    |
| 6    | 루마니아 (ROU)       | 1      | 0      | 0      | 1    |
| 7    | 독일 (GER)           | 0      | 2      | 3      | 5    |
| 8    | 스위스 (SUI)         | 0      | 2      | 0      | 2    |
| 9    | 중화인민공화국 (CHN) | 0      | 1      | 1      | 2    |
| 10   | 폴란드 (POL)         | 0      | 1      | 0      | 1    |
| 11   | 쿠바 (CUB)           | 0      | 0      | 1      | 1    |
| 합계 | 합계                 | 10     | 10     | 10     | 30   |

### 남자
| 종목                    | 금                                                                                   | 은                                                                       | 동                                                                                   |
| ----------------------- | ------------------------------------------------------------------------------------ | ------------------------------------------------------------------------ | ------------------------------------------------------------------------------------ |
| 남자 개인 에페 자세히   | 파벨 콜롭코프 · 러시아                                                               | 위그 오브리 · 프랑스                                                     | 이상기 · 대한민국                                                                    |
| 남자 단체 에페 자세히   | 이탈리아 (ITA) · 마우리치오 란다초 · 알프레도 로타 · 안젤로 마초니 · 파올로 밀라놀리 | 프랑스 (FRA) · 장프랑수아 디 마르티노 · 에리크 스레키 · 위그 오브리 · 0  | 쿠바 (CUB) · 넬손 로욜라 · 이반 트레베호 · 카를로스 페드로소 · 0                     |
| 남자 개인 플뢰레 자세히 | 김영호 · 대한민국                                                                    | 랄프 비스도르프 · 독일                                                   | 드미트리 솁첸코 · 러시아                                                             |
| 남자 단체 플뢰레 자세히 | 프랑스 (FRA) · 브리스 기야르 · 파트리스 로텔리에 · 장노엘 페라리 · 리오넬 플뤼메나이 | 중화인민공화국 (CHN) · 둥자오즈 · 예충 · 왕하이빈 · 0                    | 이탈리아 (ITA) · 가브리엘레 마니 · 살바토레 산초 · 마테오 첸나로 · 다니엘레 크로스타 |
| 남자 개인 사브르 자세히 | 미하이 코발리우 · 루마니아                                                           | 마티외 구르댕 · 프랑스                                                   | 비라데히 코트니 · 독일                                                               |
| 남자 단체 사브르 자세히 | 러시아 (RUS) · 세르게이 샤리코프 · 스타니슬라프 포즈드냐코프 · 알렉세이 프로신 · 0   | 프랑스 (FRA) · 마티외 구르댕 · 세드리크 세귄 · 다미앵 투야 · 쥘리앵 피예 | 독일 (GER) · 데니스 바워 · 알렉산더 베버 · 비라데히 코트니 · 0                       |

### 여자
| 종목                    | 금                                                                                       | 은 | 동                                                             |
| ----------------------- | ---------------------------------------------------------------------------------------- | --- | -------------------------------------------------------------- |
| 여자 개인 에페 자세히   | 너지 티메어 · 헝가리                                                                     | 지아나 하블뤼첼뷔어키 · 스위스                                                                         | 로라 플레셀콜로비크 · 프랑스                                   |
| 여자 단체 에페 자세히   | 러시아 (RUS) · 타티아나 로구노바 · 마리야 마지나 · 카리나 아즈나부랸 · 옥사나 예르마코바 | 스위스 (SUI) · 소피 라몽 · 디아나 로마뇰리 · 지아나 하블뤼첼뷔어키 · 0                                 | 중화인민공화국 (CHN) · 량친 · 리나 · 양샤오치 · 0              |
| 여자 개인 플뢰레 자세히 | 발렌티나 베찰리 · 이탈리아                                                               | 리타 쾨니히 · 독일                                                                                     | 조반나 트릴리니 · 이탈리아                                     |
| 여자 단체 플뢰레 자세히 | 이탈리아 (ITA) · 발렌티나 베찰리 · 디아나 비안케디 · 조반나 트릴리니 · 0                 | 폴란드 (POL) · 실비아 그루하와 · 안나 리비츠카 · 마그달레나 므로치키에비치 · 바르바라 볼니츠카셰프치크 | 독일 (GER) · 자비네 바우 · 모니카 베버코스토 · 리타 쾨니히 · 0 |

## 본선 참가국
총 40개국의 217명의 선수 (남자 134명, 여자 83명) 가 시드니 올림픽 펜싱 종목에 참가하였다.
| - 노르웨이 (NOR) (3) - 대한민국 (KOR) (7) - 독일 (GER) (18) - 라트비아 (LAT) (1) - 러시아 (RUS) (15) - 루마니아 (ROU) (5) - 미국 (USA) (8) - 베네수엘라 (VEN) (1) - 벨라루스 (BLR) (4) - 브라질 (BRA) (1) | - 세르비아 몬테네그로 (SCG) (1) - 스웨덴 (SWE) (1) - 스위스 (SUI) (5) - 스페인 (ESP) (4) - 아르헨티나 (ARG) (3) - 알제리 (ALG) (2) - 에스토니아 (EST) (4) - 영국 (GBR) (3) - 오스트레일리아 (AUS) (7) - 오스트리아 (AUT) (6) | - 우즈베키스탄 (UZB) (1) - 우크라이나 (UKR) (10) - 이스라엘 (ISR) (1) - 이집트 (EGY) (5) - 이탈리아 (ITA) (17) - 일본 (JPN) (4) - 중화인민공화국 (CHN) (13) - 칠레 (CHI) (1) - 카자흐스탄 (KAZ) (5) - 캐나다 (CAN) (4) | - 콜롬비아 (COL) (2) - 쿠바 (CUB) (11) - 쿠웨이트 (KUW) (1) - 키르기스스탄 (KGZ) (1) - 튀니지 (TUN) (1) - 포르투갈 (POR) (1) - 폴란드 (POL) (10) - 푸에르토리코 (PUR) (1) - 프랑스 (FRA) (16) - 헝가리 (HUN) (13) |